# Susanne Eberle-Strub
Susanne Eberle-Strub (* 10. Juni 1960 in Grabs als Susanne Strub) ist eine liechtensteinische Politikerin (FBP). Von 2017 bis 2021 war sie Abgeordnete im liechtensteinischen Landtag.

## Biografie
Eberle-Strub wuchs in Vaduz auf und ging dort zur Schule. Später arbeitete sie bis zur Geburt ihrer Kinder als medizinische Praxisassistentin. Sie entstammte einer der Fortschrittlichen Bürgerpartei nahestehenden Familie, welche bereits eine Reihe von Politikern hervorgebracht hatte, wie etwa den Bruder ihres Grossvaters väterlicherseits David Strub, ihren Grossvater mütterlicherseits Eugen Schädler, sowie ihre Tante mütterlicherseits Emma Eigenmann.
2003 wurde sie erstmals für die Fortschrittlichen Bürgerpartei in den Gemeinderat von Vaduz gewählt. 2007 und 2011 erfolgte jeweils ihre Wiederwahl. Bei der Gemeindewahl 2015 verzichtete sie auf eine erneute Kandidatur für einen Sitz im Gemeinderat. In ihrer Zeit als Gemeinderätin fungierte sie unter anderem als Gemeindeschulratspräsidentin, von 2011 bis 2015 als Vizebürgermeisterin, sowie als Mitglied in verschiedenen Kommissionen. Des Weiteren gehörte sie vier Jahre dem Kongress der Gemeinden und Regionen des Europarates an. Bei der Landtagswahl in Liechtenstein 2017 wurde sie für die Fortschrittlichen Bürgerpartei in den Landtag des Fürstentums Liechtenstein gewählt. Als Abgeordnete war sie Mitglied sowie Vorsitzende der liechtensteinischen Delegation bei der Parlamentarischen Versammlung des Europarates. Bei der nächsten Landtagswahl im Februar 2021 trat sie nicht mehr an und schied damit aus dem Landtag aus.
Eberle-Strub ist verheiratet und hat zwei Söhne.